# Chão do Galego
Chão do Galego é uma aldeia portuguesa com cerca de 120 habitantes (2011), situada no Distrito de Castelo Branco, pertencente ao Município Proença-a-Nova e à Freguesia de Montes da Senhora, integrando a região da Beira Baixa e sub-região Pinhal Interior Sul. Outras povoações vizinhas são Catraia Cimeira que se situa a Norte e Rabacinas a Su-Sueste.

## Geografia
Morfologicamente falando, os terrenos da aldeia são acidentados e montanhosos. O Chão do Galego assenta na base da Serra das Talhadas, sua maior referência geológica, e cujo ponto de maior altitude está assinalado no marco geodésico com 614m. As rochas predominantes são essencialmente o xisto e o granito.

## Clima
Tal como nas outras zonas da Beira Baixa, o clima é Temperado Mediterrâneo. Os Verões são muito quentes e secos, e os Invernos rigorosos e com muita precipitação. Contudo, dentro deste contexto estão reunidas as condições ideais para a constituição de um micro-clima que favorece a agricultura. Não é estranha a produção de espécies como a banana e o kiwi, as tradicionais cerejas e os limões, entre outras.

## Flora
O pinheiro-bravo é a espécie arbórea que predomina na região, e que cobre os terrenos em simultâneo com o eucalipto, espécie não autóctone. O medronheiro também se faz notar, tal como a oliveira, e as referidas árvores de fruto, limoeiro e cerejeira.

## População
Sendo uma zona essencialmente rural e com poucas alternativas de empregabilidade, não será de estranhar que se assista a um êxodo da população mais jovem para os grandes centros. A faixa etária mais nova tende a optar por centros como Proença-a-Nova ou Castelo Branco, outras capitais de distrito, ou até mesmo França e Suíça. Os números dos último censos (2011) apontam para uma taxa de densidade na ordem dos 22 habitantes por km² na freguesia dos Montes da Senhora, e que serve de referência para a aldeia.

## Património Histórico
- Arqueológico: Estrada dos Mouros - Datada do 1ºMilénio DC, no final da Idade do Bronze e localizada na Serra das Talhadas;

Vestígios  Pré-Históricos - Localizado na Serra das Talhadas, há um abrigo que possui no seu interior pinturas rupestres;
- Religioso: Capela de Nossa Srª das Graças - Obra do povo e da sua fé, alberga no seu interior obras do artista local António Ribeiro.